# Извънземен живот
Извънземен живот се нарича живот, който е възможно да се е зародил извън пределите на Земята.
Сродното понятие извънземна цивилизация се използва за предполагаеми интелигентни форми на извънземен живот. Науката, която се занимава с възможностите за развитие на живот на други планети, се нарича астробиология. Няма категорични научни доказателства, потвърждаващи съществуването на такъв живот, и той се споменава основно в научнофантастичната литература или уфологията, но статистически погледнато неговото съществуване е възможно.
Извънземният живот може да съществува не само под формата на човекоподобни същества, а също така и бактерии, различни микроорганизми, растения и други. За да преценят възможността за живот на друга планета, учените разглеждат наличието на някои химични елементи и течности, най-вече вода, тъй като се знае, че тя е благоприятна среда за създаването и развитието на живот. Счита се, че вода съществува или е съществувала на планети или спътници от слънчевата система като Марс, Венера и Европа.

## История
Идеята за съществуването на извънземни цивилизации се е зародила много отдавна. Още в древните Индия, Египет, Китай, Вавилон, Асирия и Шумер се споменават вярвания в живот извън пределите на Земята, но е трудно те да бъдат разграничени от вярванията в божества. Едва в Древна Гърция тези вярвания придобиват по-конкретна форма. Талес и Анаксимандър вярват, че една безкрайна Вселена трябва да има и безкрайно много населени светове, множество други планети, подобни на Земята. Дори Талмудът споменава за съществуването на 18 000 други светове, макар да не дава обяснения за тяхната същност. Подобни твърдения се срещат и в индуизма и исляма.
С навлизането на християнството идеите на Аристотел и Птоломей са широко приети, но противно на очакванията, католическата църква всъщност никога не заема твърдо становище по отношението за извънземния живот. През 1277 година френският епископ Етиен Тампие и по-късно кардинал Николай Кузански споменават, че е възможно Бог да е създал повече от един населен свят.
Драстичен обрат в развитието на идеята за извънземен живот се слага с изобретяването на телескопа от Галилео Галилей и предложената от Николай Коперник хелиоцентрична система. Това може да се счита за начало на научния подход към тази тема. Идеите на Джордано Бруно за безкрайната Вселена и милионите звезди със свои собствени планетарни системи обаче се оказват прекалено напредничави за онова време и трън в очите на църквата. Заради тези свои възгледи той е изгорен жив на клада от Инквизицията. От XVIII до началото на XX век в научната фантастика широка популярност добива идеята, че планетата Марс е населена с разумни същества, така наречените марсианци. Томазо Кампанела пише в своето творчество за слънчева извънземна раса. Други привърженици на идеята за космическия плурализъм (теория за множествеността на световете) включват Уилям Хершел, Емануел Кант и Бенджамин Франклин.
С напредъка на астрономията и развитието на космическите технологии идеята за извънземен живот се обновява непрекъснато. Дава се научна насока на търсенето на извънземен живот. Първите проби са изпратени до съседни планети, а също така се изучават метеорити, паднали на земята. Научната хипотеза е, че всяко развито общество би се опитвало да комуникира и да изпраща информация. Проекти като SETI извършват търсения в областта на радиовълните. Въпреки че са обсъждани варианти с използването на лазери и междузвездни пътешествия, най-ефективният метод се оказва този с радиопредавания.
Американският астрофизик и основател на Американското планетарно дружество Карл Сейгън е един от първите, които с помощта на телевизионни предавания и книги активно популяризират възможностите и ограниченията в търсенето на разумни същества в нашата галактика и отвъд нея. В негова чест през март 2009 година е изстрелян апаратът „Кеплер“, който ще изследва над 100 000 звезди едновременно.
Открити са 942 планети, наподобяващи тези в слънчевата система (с 34 мултипланетни системи), но техният брой се мени непрекъснато.

## Биохимия
Целият живот на Земята е изграден на основата на въглерода, както и на водата като разтворител, чрез който се осъществяват биохимични реакции. Жизненоважни елементи са също водород, кислород, азот, сяра, фосфор и др. Предполага се, че всички подобни на Земята планети са се образували от материал, изхвърлен от звездите. Поради това е много вероятно и на други планети да възникне живот, базиран на въглерода.
Съществуват хипотези, че вместо въглерод, за основен елемент на живота може да служи силицият. Предполага се, че такива живи същества ще са способни да съществуват при много по-високи температури, например на по-близките до звездите планети.
Сравнително неотдавнашното откритие на екстремофилите – организми, които живеят при невъзможни на пръв поглед условия – огромни жеги, студове или пълна тъмнина и използват вещества, които според досегашните ни представи са несъвместими с понятието за живота, променя до голяма степен насоката за търсенето на извънземни форми на живот. Оказва се, че водата не е задължително условие за съществуването на живот, тъй като новооткритите организми използват метан, етан, амоняк или още по-странни вещества, за да поддържат живота.

## Теории

### Извънземни същества

#### Отвличания от извънземни
Извънземните са предполагаеми живи същества от други планети, звездни системи и дори галактики. Съществуването им не е доказано научно. Въпреки това много хора твърдят, че са ги виждали, а други – дори че са били отвличани от тях. Така например според бившия астронавт на НАСА Едгар Мичъл те са малки сиви същества и поради тази причина наречени сивите – ниски (между 0,9 и 1,5 m), крехки, с големи черни очи, цепнатина вместо уста, с метален цвят, липса на окосмяване и големи глави.

#### В киното и телевизията
Различни форми на извънземен живот (от бактерии до сложно устроени цивилизации) присъстват в множество игрални филми и телевизионни сериали. Така например в научнофантастичния сериал Вавилон 5, в който е представена идеята за космическа станция, извънземни цивилизации се срещат на неутрална територия, общуват помежду си и изглаждат различията си по мирен път. В Междузвездни войни фантазията на създателите претворява на екрана най-различни причудливи същества и планети. В един от най-известните филми за извънземни, Извънземното, на пришълеца са приписани качества, присъщи по-скоро на земно дете.

### Уфология
Уфологията изследва основната идея за връзката между различни странни явления с НЛО (неидентифицирани летящи обекти). Една от хипотезите за тези „летящи чинии“ е, че те са космически апарати на извънземни цивилизации, значително по-развити от земната. Това предположение автоматично води до извода, че земята е посещавана от извънземни същества и интелигентен живот. Няма никакви научни доказателства, че наблюдаваните НЛО са с извънземен произход.

### Палеоконтакт
Палеоконтактът е хипотеза за евентуален контакт на човечеството с представители на друга цивилизация в древността. Един от най-известните разпространители на тази идея е писателят Ерих фон Деникен. В нейна подкрепа се представят следните аргументи:
- В тектитите (естествено природно стъкло) са били открити радиоактивни изотопи на алуминий и берилий. За това все още няма обяснение.
- В планините на Антиливан съществува каменна плоскост, наречена Баалбекската тераса. Не се знае кога, как, защо и от кого е била построена. Някои изказват предположение, че е стартова площадка за древните космонавти.
- В пещерите около Мъртво море са намерени свитъци със стари ръкописи, в които се описва унищожаването на градовете Содом и Гомор. Има предположение, че това може да е било унищожаване на ядрено гориво.
- Джонатан Суифт е описал в роман двата спътника на Марс, Фобос и Деймос 150 години преди астрономите да ги открият.
- Прецизността на календара на маите не може да се обясни с тогавашните научни знания.
- Неразгаданите рисунки в пустинята Наска все още нямат научно обяснение.
- Стоунхендж се счита за древна астрономическа обсерватория.
- Счита се, че египетските пирамиди са построени от извънземна цивилизация поради големината на отделните елементи и прецизността, с която са направени.
- Статуите на Великденския остров са направени от скални образувания, които не са местни за острова.

Повечето от тези аргументи, които Деникен представя за доказателства, са опровергани от специалисти по астрономия, история и физика.

### Живот на метеорити
Според някои учени животът на Земята е пренесен от Космоса. Основание за такава хипотеза дава фактът, че в метеорити са открити органични вещества. Така например британски учени откриват огромни количества „тежки“ аминокиселини в два богати на въглерод метеорита, паднали в Антарктика и на възраст почти колкото Слънчевата система. Органични вещества са намерени и на комети.

## Научни изследвания
Космическият апарат „Марс Експрес“ открива признаци за наличието на метан на планетата Марс през 2004 г. Тези данни впоследствие са потвърдени и от други наблюдения.
Група учени от НАСА твърди, че причина за наличието на метан около тази планета са микроби, които живеят под почвата .